# Michael Ende
Michael Ende (Garmisch-Partenkirchen, 12. studenog 1929. – Filderstadt, 28. kolovoza 1995.) bio je njemački pisac.
Bio je jedini sin Edgara Endea, nadrealističkoga slikara, kojem su nacisti zabranili slikati. Kad je imao šest godina, preselio se u München, gdje je pohađao gimnaziju. Krajem Drugog svjetskog rata skrivao se kako bi izbjegao obaveznu vojnu službu. Nakon rata završio je školovanje i studirao na umjetničkoj akademiji. 
Michael Ende radio je i kao glumac i radio predavač. Pisao je prozu, drame, pjesme, filmske scenarije i kritike. Neka od Endeovih djela nose pečat antropozofskoga svjetonazora, kao što je "Momo".
Počeo je pisati knjige za djecu, na nagovor prijatelja koji ga je zamolio da napiše tekst knjizi koju je ilustrirao. Tako je došlo do njegove prve knjige za djecu "Jim Knopf i Lucas strojovođa" (1960.)
Godine 1971., Michael Ende se preselio sa suprugom u Italiju i nije se vratio do 1985. Godine 1989. oženio se japanskom prevoditeljicom Mariko Sato. Nakon šest godina, umro je od raka želuca.